# Bistensee
Bistensee é uma vila da Alemanha, localizada no município de Ahlefeld-Bistensee, distrito de Rendsburg-Eckernförde, estado de Schleswig-Holstein. Foi município até 29 de fevereiro de 2008, quando foi unido ao município de Ahlefeld para formar o atual município de Ahlefeld-Bistensee.